# Da 5 Bloods
Da 5 Bloods (titulada Da 5 Bloods: Hermanos de armas en España y 5 sangres en Hispanoamérica) es una película bélica estadounidense del año 2020 dirigida por Spike Lee y producida por Lee, Jon Kilik, Beatriz Levin y Lloyd Levin. Está protagonizada por Delroy Lindo, Jonathan Majors, Clarke Peters, Norm Lewis, Isiah Whitlock Jr., Mélanie Thierry, Paul Walter Hauser, Jasper Pääkkönen, Jean Reno y Chadwick Boseman, y relata la historia de un grupo de veteranos estadounidenses de la guerra de Vietnam que regresan al país asiático en busca de los restos de su comandante caído, así como del tesoro que enterraron mientras servían allí.
Originalmente escrito por Danny Bilson y Paul De Meo en 2013, el guion fue reelaborado por Lee y Kevin Willmott luego de su colaboración en BlacKkKlansman (2018). El elenco se unió en febrero de 2019 y el rodaje comenzó un mes después, finalizando en junio, y teniendo lugar en el sudeste asiático. Con un presupuesto de producción de 35 a 45 millones de dólares, es una de las películas más caras de Lee.
Netflix estrenó digitalmente Da 5 Bloods en todo el mundo el 12 de junio de 2020. El sitio web especializado Rotten Tomatoes afirma que la película tiene "una energía y ambición feroz" y que se trata de una de las "películas más urgentes e impactantes" de Spike Lee.

## Sinopsis
Durante la guerra de Vietnam, un escuadrón de soldados  gente negra del ejército de los EE. UU. de la 1.ª División de Infantería, Paul, Otis, Eddie, Melvin y su líder de escuadrón Norman, que se hacen llamar los "sangres", aseguran el lugar de un accidente de avión de la CIA y recuperan su carga, un casillero de lingotes de oro destinado a pagar a los Lahu por su ayuda en la lucha contra el Viet Cong. Los sangres deciden tomar el oro para sí mismos y enterrarlo para poder recuperarlo más tarde. Sin embargo, en el contraataque vietnamita que siguió, Norman muere y los Bloods no pueden localizar el oro enterrado después de que un ataque de napalm borre los puntos de identificación.
En la actualidad, Paul, Otis, Eddie y Melvin se encuentran en Ciudad Ho Chi Minh. Un deslizamiento de tierra reciente había descubierto la cola del avión estrellado y, con esta nueva información, planean encontrar el oro y el cuerpo de Norman. Otis se reencuentra con su antigua novia vietnamita Tiên, quien revela que él es el padre de su hijo mayor. Tiên les presenta a los sangres a Desroche, un hombre de negocios francés que acepta ayudar a los sangres a sacar el oro de Vietnam de contrabando una vez que lo recuperen. Poco después, se les une el hijo de Paul, David, quien tiene una relación tempestuosa con su padre.
Vinh, un guía turístico contratado por los Blood, conduce al grupo al campo, donde una confrontación con un comerciante local obliga a Paul a admitir que tiene trastorno de estrés postraumático. En el bar de un hotel, David conoce a Hedy, el fundador de LAMB, una organización dedicada a la remoción de minas terrestres. Al día siguiente, Vinh deja al grupo y les dice que los recogerá en unos días. Durante su primera noche, Paul confisca una pistola que Tiên le había dado en secreto a Otis y sospecha de sus motivos. Finalmente, los Bloods encuentran los lingotes de oro esparcidos por la ladera de una colina. También encuentran los restos de Norman y rezan por ellos. Eddie revela que su gasto excesivo lo ha arruinado, pero recuerda el plan original de los Bloods of Norman de dar el oro a sus hermanos negros en los Estados Unidos.
En la caminata, Eddie pisa una mina terrestre y muere. David también pisa una mina pero no la activa, justo cuando aparecen Hedy y otros dos voluntarios de LAMB, Simon y Seppo. Paul y los demás logran sacar a David de la mina de manera segura. Paul luego retiene a los tres forasteros como rehenes con el arma de Otis, paranoico de que los denuncien a las autoridades. Durante la noche, Seppo escapa mientras David y los demás desarman a Paul por la fuerza.
Cuando los Bloods se reagrupan con Vinh, un grupo de pistoleros aparece exigiendo el oro a cambio de Seppo, a quien han capturado. En el tiroteo que siguió, David recibe un disparo en la pierna y Seppo muere a causa de una mina terrestre. Todos los pistoleros mueren excepto uno, que huye. Asumiendo que Desroche los ha cruzado, Vinh sugiere retirarse a un templo abandonado cercano para defenderse de los refuerzos. No dispuesto a confiar en Vinh, Paul toma su parte del oro y se dirige solo a la jungla. Los Bloods restantes ofrecen a Vinh, Hedy y Simon una parte del oro restante por su problema.
Mientras se enfurece, Paul tiene una visión de Norman que le recuerda que él fue quien lo mató accidentalmente durante un tiroteo y que debería dejar ir su culpa. Posteriormente es localizado y asesinado por los hombres de Desroche. Desroche, que ahora lleva el sombrero de Paul  MAGA, llega con los hombres armados al templo y luego es emboscado por Otis, Melvin y Vinh; todos sus hombres mueren. Desroche hiere a Otis y trata de acabar con él con una granada de mano, pero Melvin se sacrifica  saltando encima. Mientras Desroche se prepara para ejecutar a Otis, David dispara y lo mata con el arma de Otis.
Vinh ayuda a los Bloods supervivientes a repartir el oro. La viuda de Melvin recibe su parte, y la de Eddie va a una organización Black Lives Matter. Hedy y Simon donan sus acciones a LAMB en nombre de Seppo. Los militares llevan los restos de Norman a casa con su familia. David lee una carta de Paul, quien le dice que siempre lo amará. Otis visita a Tiên y se une a su hija por primera vez.

## Reparto
- Delroy Lindo como Paul.
- Jonathan Majors como David.
- Clarke Peters como Otis.
- Norm Lewis como Eddie.
- Isiah Whitlock Jr. como Melvin.
- Chadwick Boseman† como Norman Earl Holloway.
- Johnny Trí Nguyễn como Vinh.
- Mélanie Thierry como Hedy Bouvier.
- Paul Walter Hauser como Simon.
- Jasper Pääkkönen como Seppo Havelin.
- Jean Reno como Desroche.
- Veronica Ngo como Hanoi Hannah.
- Lê Y Lan como Tiên.
- Nguyễn Ngọc Lâm como Quân.
- Sandy Hương Phạm como Michon.

## Producción

### Desarrollo y casting
La película fue originalmente un guion específico de 2013 de Danny Bilson y Paul De Meo titulado "The Last Tour", con Mike Bundlie y Barry Levine como productor ejecutivo y con Oliver Stone configurado para directo. Stone se retiró en 2016, y en 2017 el productor Lloyd Levin le presentó el guion a Spike Lee, quien realizó una reescritura con Kevin Willmott. Los dos cambiaron la película a una perspectiva afroamericana, agregaron las secuencias de flashback de la película y ampliaron el papel del personaje de Norman. For his research, Lee credited Wallace Terry's 1984 book Bloods: An Oral History of the Vietnam War by Black Veterans as particularly helpful, and assigned it to the film's actors.

## Premios y nominaciones
| Premio                                                      | Categoría                                                       | Nominado(s) | Resultado | Ref.          |
| ----------------------------------------------------------- | --------------------------------------------------------------- | --- | --------- | ------------- |
| Premios Óscar                                               | Mejor banda sonora original                                     | Terence Blanchard | Nominado  | [ 10 ]        |
| American Film Institute Awards                              | Top 10 Películas                                                | Top 10 Películas | Ganadora  | [ 11 ]        |
| Art Directors Guild Awards                                  | Mejor diseño de producción en una película contemporánea        | Wynn Thomas | Ganador   | [ 12 ]        |
| BET Awards                                                  | Mejor actor                                                     | Chadwick Boseman | Ganador   | [ 13 ]        |
| Premios Black Reel                                          | Mejor película                                                  | Jon Kilik, Spike Lee, Beatriz Levin y Lloyd Levin | Nominados | [ 14 ]        |
| Premios Black Reel                                          | Mejor director                                                  | Spike Lee | Nominado  | [ 14 ]        |
| Premios Black Reel                                          | Mejor actor                                                     | Delroy Lindo | Nominado  | [ 14 ]        |
| Premios Black Reel                                          | Mejor actor de reparto                                          | Chadwick Boseman | Nominado  | [ 14 ]        |
| Premios Black Reel                                          | Mejor reparto                                                   | Kim Coleman | Nominado  | [ 14 ]        |
| Premios Black Reel                                          | Mejor fotografía                                                | Newton Thomas Sigel | Nominado  | [ 14 ]        |
| Premios BAFTA                                               | Mejor actor de reparto                                          | Clarke Peters | Nominado  | [ 15 ]        |
| Casting Society of America                                  | Mejor película de alto presupuesto - Drama                      | Kim Coleman & Juliette Menager | Nominados | [ 16 ]        |
| Asociación de Críticos de Cine de Chicago                   | Mejor película                                                  | Da 5 Bloods | Nominada  | [ 17 ]        |
| Asociación de Críticos de Cine de Chicago                   | Mejor director                                                  | Spike Lee | Nominado  | [ 17 ]        |
| Asociación de Críticos de Cine de Chicago                   | Mejor actor                                                     | Delroy Lindo | Nominado  | [ 17 ]        |
| Asociación de Críticos de Cine de Chicago                   | Mejor actor de reparto                                          | Chadwick Boseman | Nominado  | [ 17 ]        |
| Asociación de Críticos de Cine de Chicago                   | Mejor guion original                                            | Danny Bilson, Paul De Meo, Kevin Willmott & Spike Lee | Nominados | [ 17 ]        |
| Asociación de Críticos de Cine de Chicago                   | Mejor banda sonora original                                     | Terence Blanchard | Nominado  | [ 17 ]        |
| Costume Designers Guild Awards                              | Mejor película contemporánea                                    | Donna Berwick | Nominada  | [ 18 ]        |
| Premios de la Crítica Cinematográfica                       | Mejor película                                                  | Da 5 Bloods | Nominada  | [ 19 ]        |
| Premios de la Crítica Cinematográfica                       | Mejor director                                                  | Spike Lee | Nominado  | [ 19 ]        |
| Premios de la Crítica Cinematográfica                       | Mejor actor                                                     | Delroy Lindo | Nominado  | [ 19 ]        |
| Premios de la Crítica Cinematográfica                       | Mejor actor de reparto                                          | Chadwick Boseman | Nominado  | [ 19 ]        |
| Premios de la Crítica Cinematográfica                       | Mejor reparto                                                   | Da 5 Bloods | Nominado  | [ 19 ]        |
| Premios de la Crítica Cinematográfica                       | Mejor fotografía                                                | Newton Thomas Sigel | Nominado  | [ 19 ]        |
| Critics' Choice Super Awards                                | Mejor película de acción                                        | Da 5 Bloods | Ganadora  | [ 20 ]        |
| Critics' Choice Super Awards                                | Mejor actor en una película de acción                           | Delroy Lindo | Ganador   | [ 20 ]        |
| Florida Film Critics Circle                                 | Mejor actor de reparto                                          | Chadwick Boseman | Nominado  | [ 21 ]        |
| Premios de la Asociación de Críticos de Hollywood           | Mejor película                                                  | Da 5 Bloods | Nominada  | [ 22 ] [ 23 ] |
| Premios de la Asociación de Críticos de Hollywood           | Mejor actor                                                     | Delroy Lindo | Ganador   | [ 22 ] [ 23 ] |
| Premios de la Asociación de Críticos de Hollywood           | Mejor actor de reparto                                          | Chadwick Boseman | Nominado  | [ 22 ] [ 23 ] |
| Premios de la Asociación de Críticos de Hollywood           | Mejor director                                                  | Spike Lee | Nominado  | [ 22 ] [ 23 ] |
| Premios de la Asociación de Críticos de Hollywood           | Mejor reparto                                                   | Reparto de Da 5 Bloods | Ganadores | [ 22 ] [ 23 ] |
| Premios Midseason de la Asociación de Críticos de Hollywood | Mejor película                                                  | Da 5 Bloods | Ganadora  | [ 24 ] [ 25 ] |
| Premios Midseason de la Asociación de Críticos de Hollywood | Mejor actor                                                     | Delroy Lindo | Ganador   | [ 24 ] [ 25 ] |
| Premios Midseason de la Asociación de Críticos de Hollywood | Mejor actor de reparto                                          | Clarke Peters | Nominada  | [ 24 ] [ 25 ] |
| Premios Midseason de la Asociación de Críticos de Hollywood | Mejor actor de reparto                                          | Jonathan Majors | Nominado  | [ 24 ] [ 25 ] |
| Premios Midseason de la Asociación de Críticos de Hollywood | Mejor director                                                  | Spike Lee | Ganador   | [ 24 ] [ 25 ] |
| Premios Midseason de la Asociación de Críticos de Hollywood | Mejor guion original                                            | Danny Bilson, Paul De Meo, Spike Lee y Kevin Willmott | Ganadores | [ 24 ] [ 25 ] |
| Hollywood Music in Media Awards                             | Mejor banda sonora original en una película                     | Terence Blanchard | Nominado  | [ 26 ]        |
| Premios NAACP Image                                         | Mejor película                                                  | Da 5 Bloods | Nominada  | [ 27 ]        |
| Premios NAACP Image                                         | Mejor actor                                                     | Delroy Lindo | Nominado  | [ 27 ]        |
| Premios NAACP Image                                         | Mejor actor de reparto                                          | Chadwick Boseman | Ganador   | [ 27 ]        |
| Premios NAACP Image                                         | Mejor actor de reparto                                          | Clarke Peters | Nominado  | [ 27 ]        |
| Premios NAACP Image                                         | Mejor reparto                                                   | Reparto de Da 5 Bloods | Nominados | [ 27 ]        |
| National Board of Review                                    | Mejor película                                                  | Da 5 Bloods | Ganadora  | [ 28 ]        |
| National Board of Review                                    | Mejor director                                                  | Spike Lee | Ganador   | [ 28 ]        |
| National Board of Review                                    | Mejor reparto                                                   | Mejor reparto | Ganador   | [ 28 ]        |
| New York Film Critics Circle                                | Mejor actor                                                     | Delroy Lindo | Ganador   | [ 29 ]        |
| New York Film Critics Circle                                | Mejor actor de reparto                                          | Chadwick Boseman | Ganador   | [ 29 ]        |
| Premios Satellite                                           | Mejor actor - Drama                                             | Delroy Lindo | Nominado  | [ 30 ]        |
| Premios Satellite                                           | Mejor actor de reparto                                          | Chadwick Boseman | Ganador   | [ 30 ]        |
| Premios Saturn                                              | Mejor película de suspenso                                      | Da 5 Bloods | Nominada  | [ 31 ]        |
| Premios Saturn                                              | Mejor actor                                                     | Delroy Lindo | Nominado  | [ 31 ]        |
| Premios del Sindicato de Actores                            | Mejor reparto                                                   | Chadwick Boseman, Paul Walter Hauser, Nguyen Ngoc Lam, Le Y Lan, Norm Lewis, Delroy Lindo, Jonathan Majors, Van Veronica Ngo, Johnny Trí Nguyễn, Jasper Pääkkönen, Clarke Peters, Sandy Huong Pham, Jean Reno, Melanie Thierry y Isiah Whitlock Jr. | Nominados | [ 32 ]        |
| Premios del Sindicato de Actores                            | Mejor actor de reparto                                          | Chadwick Boseman | Nominado  | [ 32 ]        |
| Premios del Sindicato de Actores                            | Mejor reparto de especialistas                                  | Da 5 Bloods | Nominada  | [ 32 ]        |
| Premios de la Sociedad de Decoradores de Estados Unidos     | Mejor decoración/diseño en una película contemporánea           | Jeanette Scott y Wynn Thomas | Nominados | [ 33 ]        |
| Visual Effects Society Awards                               | Mejores efectos visuales de apoyo en una película fotorrealista | Randall Balsmeyer, James Cooper, Watcharachai "Sam" Panichsuk | Nominados | [ 34 ]        |